# Pavel Otdelnov
Pavel Aleksandrovich Otdelnov (en ruso: Павел Александрович Отдельнов, Dzerzhinsk, óblast de Nizhni Nóvgorod, 19 de junio de 1979) es un artista ruso que crea obras en pintura, dibujo, fotografía, vídeo e instalación y trabaja con temas de urbanismo, ecología, historia soviética y memoria histórica.

## Biografía
Otdelnov nació en la ciudad de Dzerzhinsk, el mayor centro de la industria química soviética. Los antepasados del artista trabajaron en las plantas químicas de la ciudad en la década de 1930. Dzerzhinsk, con su historia industrial y luego su dramático declive económico y desolación en los años postsoviéticos, se convirtió en una de las fuentes de temas e imágenes para el arte de Otdelnov.
Otdelnov ingresó en la Escuela de Arte de Nizhny Novgorod, donde estuvo de 1994 a 1999. Su maestro fue el artista Pavel Rybakov.
De 1999 a 2005, Otdelnov estudió en el Instituto de Arte de la Academia Estatal de Moscú V. Surikov, en la Facultad de Pintura, con Pavel Nikonov y Yuri Shishkov. Las obras de Otdelnov de sus años de estudiante están marcadas por la influencia de la pintura soviética de los años 1920 y 1930. 
De 2013 a 2015, Otdelnov estudió en el Instituto de Problemas de Arte Contemporáneo de Moscú (Instituto de Arte Contemporáneo Joseph Bakstein).

## Proyectos de investigación

### Promzona, 2015—2020

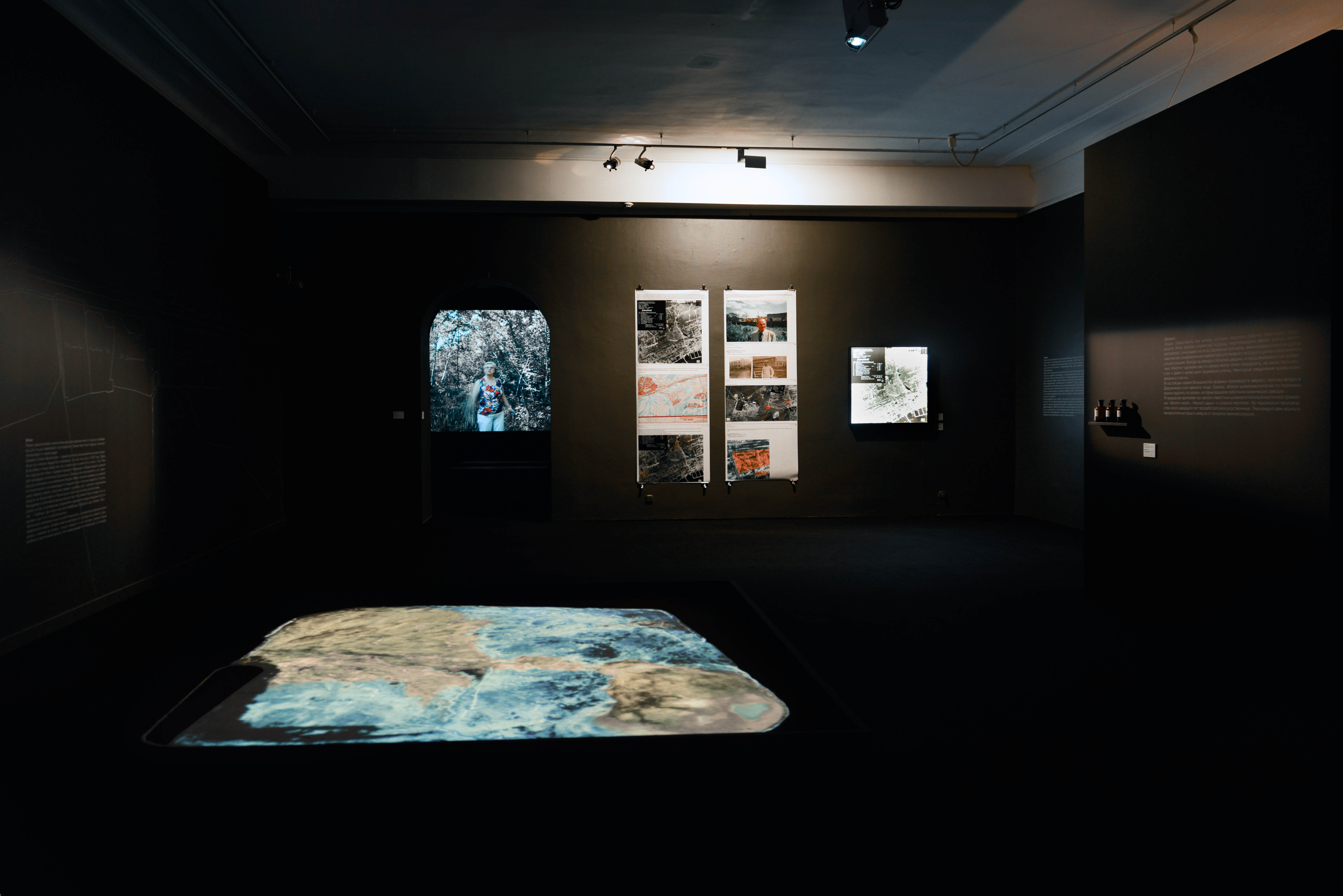
Promzona. Vista de la exposición

De 2015 a 2020, Otdelnov trabajó en el proyecto de la Promzona (Zona Industrial).
La base del proyecto fue la historia familiar del artista. Tres generaciones de sus antepasados trabajaron en plantas químicas de Dzerzhinsk. Así, la historia familiar resultó estar estrechamente relacionada con la historia de estas plantas. En el transcurso de su trabajo, Otdelnov estudió materiales de archivo y periódicos locales del periodo soviético, se comunicó con historiadores y ecologistas locales, exploró el territorio de las zonas industriales, así como el territorio del antiguo asentamiento de Voroshilovsky. Utilizando diversos medios — pintura, fotografía, vídeo, instalación, texto y readymade — ofreció una mirada a una época pasada en su dimensión histórica y personal. La exposición se complementó con fragmentos de memorias publicadas de trabajadores e ingenieros de las plantas de Dzerzhinsk, así como fragmentos del libro "¡No entrar sin máscara antigás!", escrito por el padre del artista, Alexander Otdelnov.

### Mar de mierda, 2019

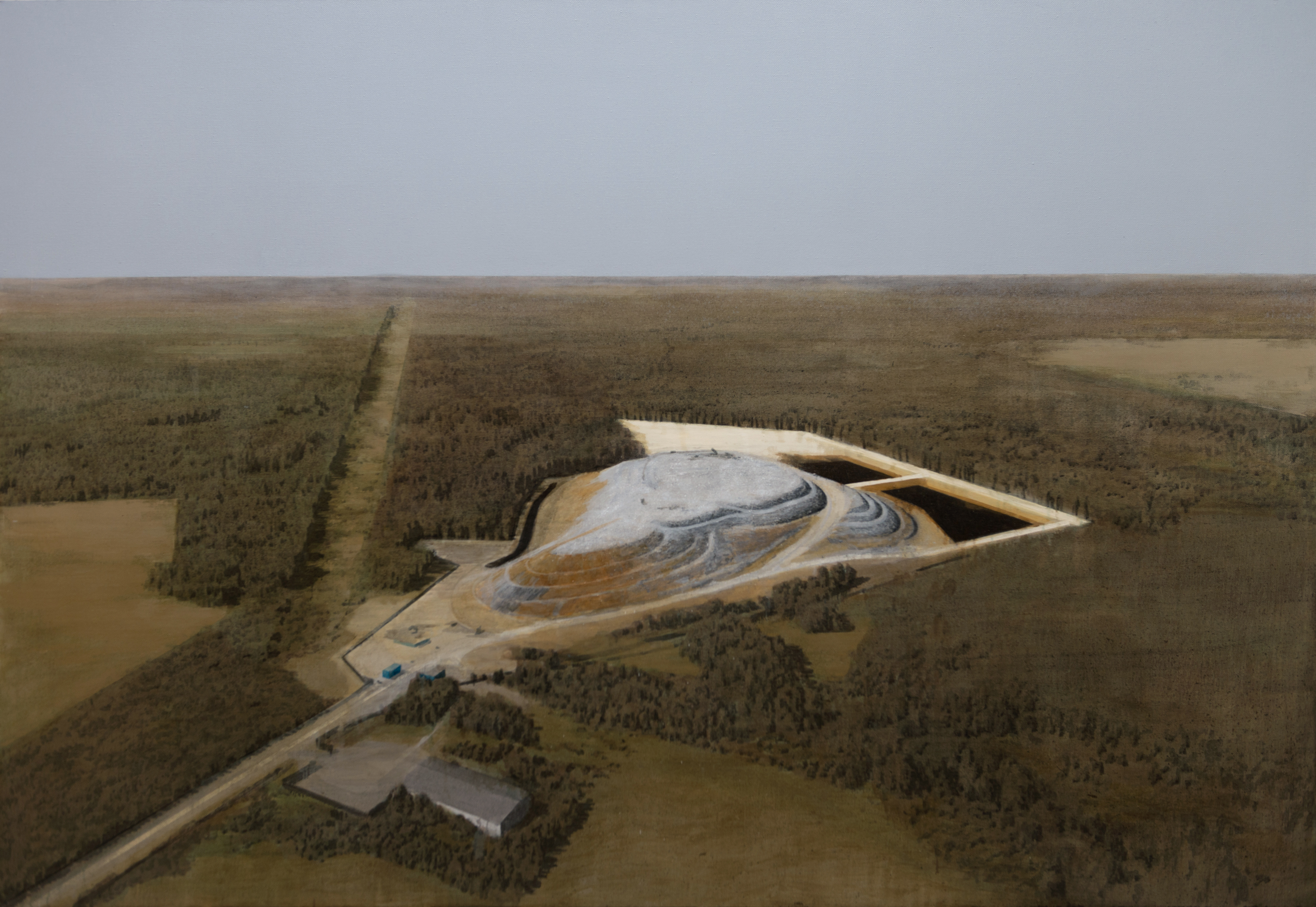
Pavel Otdelnov.Vertedero Aleksandrov. 2019

En 2019, Otdelnov abordó cuestiones medioambientales en su proyecto Mar de mierda. Otdelnov dedicó el proyecto al problema de la eliminación de la basura. El artista lanzó balizas GPS junto con su basura doméstica, con ayuda de las cuales trazó el camino de la basura desde los contenedores hasta las plantas de clasificación de residuos y los vertederos de residuos domésticos. Otdelnov siguió las balizas y visitó vertederos en las regiones de Moscú y Vladimir, así como plantas de clasificación de residuos. El resultado de esta investigación fue la película Viaje a la basura (2019), así como las películas Vertedero Aleksandrov (2019), Vertedero Timokhovo (2019), así como Vertedero. (2020). El proyecto se mostró por primera vez en 2019 en la VIII Bienal Internacional de Arte Contemporáneo de Moscú.
Otra parte de la investigación del autor fue su trabajo en una de las plantas de clasificación de basura de Moscú. 
A esta experiencia, Otdelnov dedicó el cuadro Clasificación 2020. Registró sus observaciones y conversaciones con los trabajadores en Diario de un trabajador de la clasificación.

### Rastro radiactivo, 2021

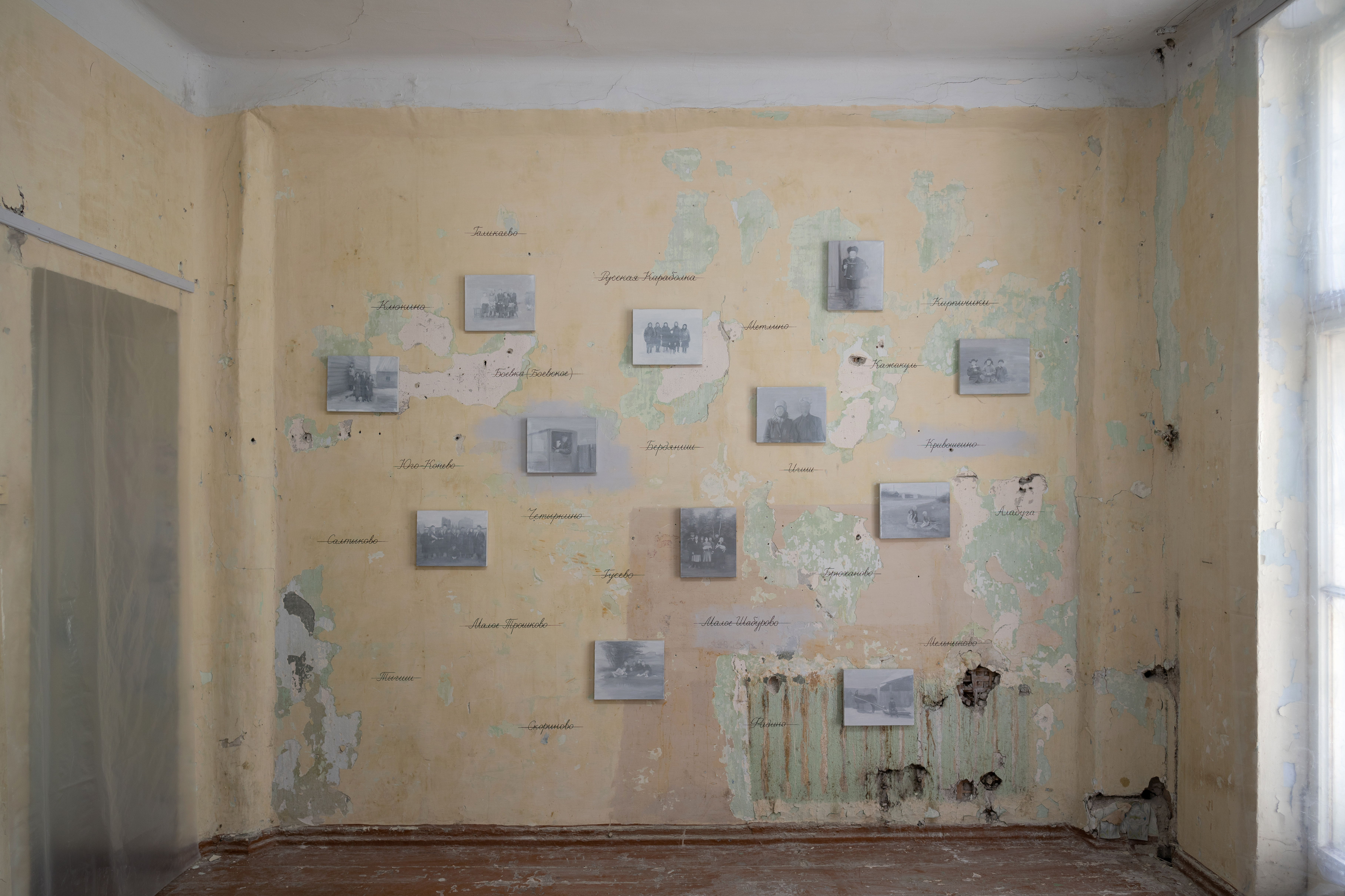
Pavel Otdelnov. Reasentadores. Instalación. 2021

En otoño de 2021, invitado por el equipo de la Bienal de Arte Contemporáneo de los Urales, Otdelnov creó un proyecto dedicado a la historia de la industria nuclear en los Urales del Sur. El proyecto se expuso en el antiguo dormitorio del secreto Laboratorio B, en el pueblo de Sokol, en la región de Cheliábinsk. Durante la época soviética, el laboratorio se ocupaba de cuestiones de radiobiología. Otdelnov construyó la exposición como un museo. Los elementos expuestos del "museo" eran cuadros pintados para la exposición, así como documentos y testimonios encontrados. Cada una de las 21 salas de la exposición relata distintos episodios de la historia de la industria nuclear: la invención de la bomba atómica, la explosión de 1957 en la central de Mayak, el rastro radiactivo y los pueblos muertos, el lenguaje secreto de los trabajadores atómicos y la vida cotidiana de las ciudades cerradas. Varias salas están dedicadas al envenenado río Techa, en el que se vertieron residuos radiactivos pesados entre 1949 y 1952, mientras los habitantes de sus orillas seguían utilizando el agua. El proyecto tuvo un gran éxito entre los espectadores y la crítica, y fue reconocido como uno de los mejores de la Bienal. A pesar de su remota ubicación, fue visitada por un gran número de personas de diferentes ciudades rusas, y al final de la Bienal se decidió mantener la exposición en Sokol para siempre. Desde 2022, la exposición es permanente.

## Exposiciones y Colecciones

### Exposiciones Individuales
- 1999 — Pavel Otdelnov. Pintura, Casa de Pedro el Grande, Nizhny Novgorod, Rusia
- 2001 — Rusia en Italia, Albarella, Véneto, Italia.
- 2005 — Lienzo. Tiempo. Espacio, Cámara de Comercio e Industria, Dzerzhinsk, Rusia
- 2006 — El camino a casa, Sala Central de Exposiciones del Centro Estatal de Exposiciones de Nizhni Nóvgorod, Nizhni Nóvgorod, Rusia
- 2010—2012 — exposiciones en el marco del año cruzado de Rusia y España (Centro Cultural Quinta del Berro, Madrid; Casa Museo Miguel de Cervantes, Alcalá de Henares; Centro Cultural Nicolás Salmerón, Madrid; Sala de Exposiciones Juana Fransa, Madrid; Casa de los Picos, Segovia), España
- 2012 — Paisaje de neón, Galería de la Agencia ArtRu, Moscú.
- 2012 — Otra Cotidianidad, Centro Ruso de Ciencia y Cultura, Madrid, España
- 2014 — Degunino interior, Museo de Arte Moderno de Moscú, Moscú, Rusia
- 2014 — Primer Principio de la Dialéctica, exposición conjunta con Egor Plotnikov, Galería Open Club, Moscú, Rusia
- 2014 — Tierra de nadie, exposición conjunta con Yulia Malinina en el marco de la IV Bienal Internacional de Arte Joven de Moscú, Galería Greenberg, Moscú, Rusia
- 2015 — Сentro Сomercial, Galería Triumph, Moscú, Rusia
- 2016 — Territorio del daño acumulado en el Museo móvil de una pintura, Galería Belyaevo, Moscú, Rusia
- 2016 — Mar blanco. Agujero negro, Centro Estatal de Arte Contemporáneo "Arsenal", Nizhni Nóvgorod, Rusia
- 2016 — Desiertos. 2002-2017, Galería Belyaevo, Moscú, Rusia
- 2017 — Ruinas, Galería Victoria, Samara, Rusia
- 2018 — Fábrica Química, galería "FUTURO", Nizhni Nóvgorod, Rusia
- 2018 — Anécdotas de fábrica, agrupación industrial creativa "Octava", Tula, Rusia
- 2018 — Era psicozoica, COSMOSCOW 2018, stand de la galería JART, Moscú
- 2019 — Promzona, Museo de Arte Moderno de Moscú, Moscú, Rusia
- 2020 — Promzona, Exposición personal como parte de la exposición de los nominados al premio Innovación 2020, Arsenal, Nizhni Nóvgorod, Rusia
- 2020 — ¿Puedo obtener geolocalización?Selecciónela usted mismo., en el marco de la feria internacional de arte contemporáneo COSMOSCOW, Rusia
- 2021 — Russian Nowhere, Galería Triumph, Moscú, Rusia
- 2021 — Russian Nowhere, Galería de Arte del Centro Yeltsin, Ekaterimburgo, Rusia
- 2022 — Ringing Trace, Exposición individual como parte del programa de residencia de la 6ª Bienal Industrial de Arte Contemporáneo de los Urales, edificio del dormitorio del Laboratorio B, asentamiento Sokol, región de Cheliábinsk, Rusia
- 2022 — Promzona, Museo de Arte de Uppsala, Suecia
- 2022 — Campo de experimentos, Museo de Arte de Kalmar, Suecia
- 2022 — Acting Out, Casa Pushkin, Londres, Reino Unido

### Colecciones de museos y Fundaciones
- Museo Estatal Ruso. San Petersburgo, Rusia
- Galería Tretiakov. Moscú. Rusia
- Museo de Arte Moderno de Moscú. Rusia
- Museo de Arte de Uppsala, Suecia
- Museo de Arte de Kalmar, Suecia
- Instituto de Arte Realista Ruso, Moscú, Rusia
- Centro Estatal Pushkin de Arte Contemporáneo - Museo Estatal Pushkin de Bellas Artes, Moscú, Rusia
- Centro de Arte Contemporáneo Serguéi Kuriojin, San Petersburgo, Rusia
- Museo de Arte Contemporáneo Erarta, San Petersburgo, Rusia
- Museo Regional de Bellas Artes de Stavropol, Stavropol, Rusia
- Octava Creative Industrial Cluster, Tula, Rusia
- Centro Siyaniye de Arte Contemporáneo, Apatity, Rusia
- Museo Científico y Técnico I.P. Bardin, San Petersburgo Museo Científico y Técnico I.P. Bardin, Novokuznetsk, Rusia
- Museo de Historia Local de Dzerzhinsk, Dzerzhinsk, Rusia
- Centro Cultural Gromov, San Petersburgo, Rusia
- Colección Corporativa de Gazprombank, Moscú, Rusia
- Colección Corporativa del Banco STB, Moscú, Rusia
- Fundación Sfera de Apoyo al Arte Contemporáneo, Moscú, Rusia
- Fundación de la Familia Aksenov, Moscú
- Fundación Mijail Gorbachov, Moscú, Rusia

## Logros
- 2015 — Nominado al Premio Kandinski en la categoría "Proyecto del año"
- 2015 — Finalista en el concurso internacional Jacob Christian Jacobsen Portrait Now
- 2017 — Preseleccionado para el Premio Sergey Kuryokhin en la categoría Mejor obra de arte visual.
- 2017 — Premio Sergei Kuryokhin de arte contemporáneo, premio especial del Instituto Francés
- 2017 — Nominado al Premio Kandinsky en la categoría Proyecto del año
- 2019 — Nominado al Premio Kandinsky en la categoría Proyecto del año
- 2020 — Ganador del Premio Cosmoscow en la categoría Artista del año
- 2020 — Ganador del Premio a la Innovación en la categoría Artista del año (exposición Promzona, Museo de Arte Moderno de Moscú)
- 2021 — Finalista del Premio Kandinski en la categoría Proyecto del año[17][18][19]

## Galería

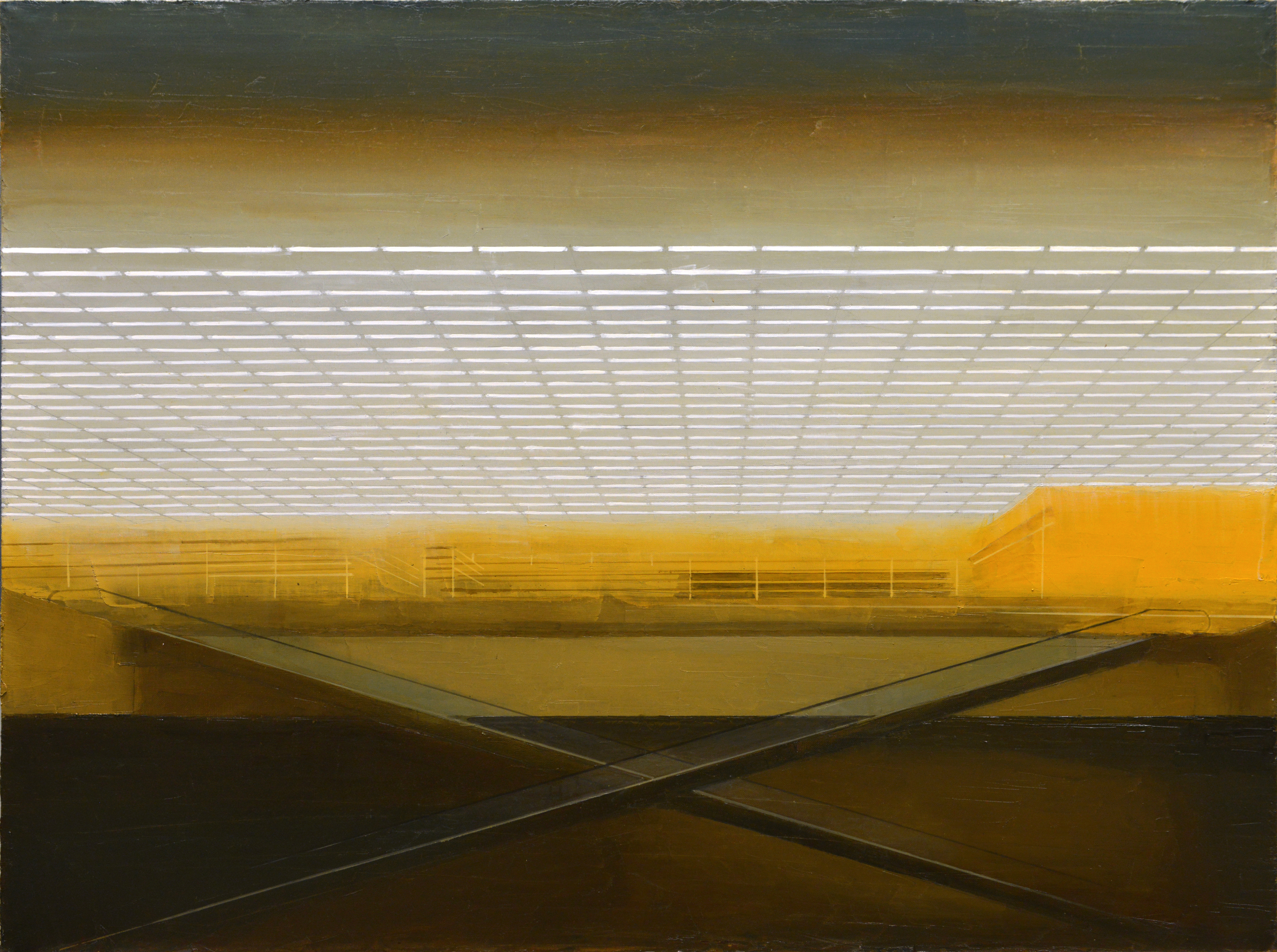
Pavel Otdelnov. Сentro Сomercial. 2013
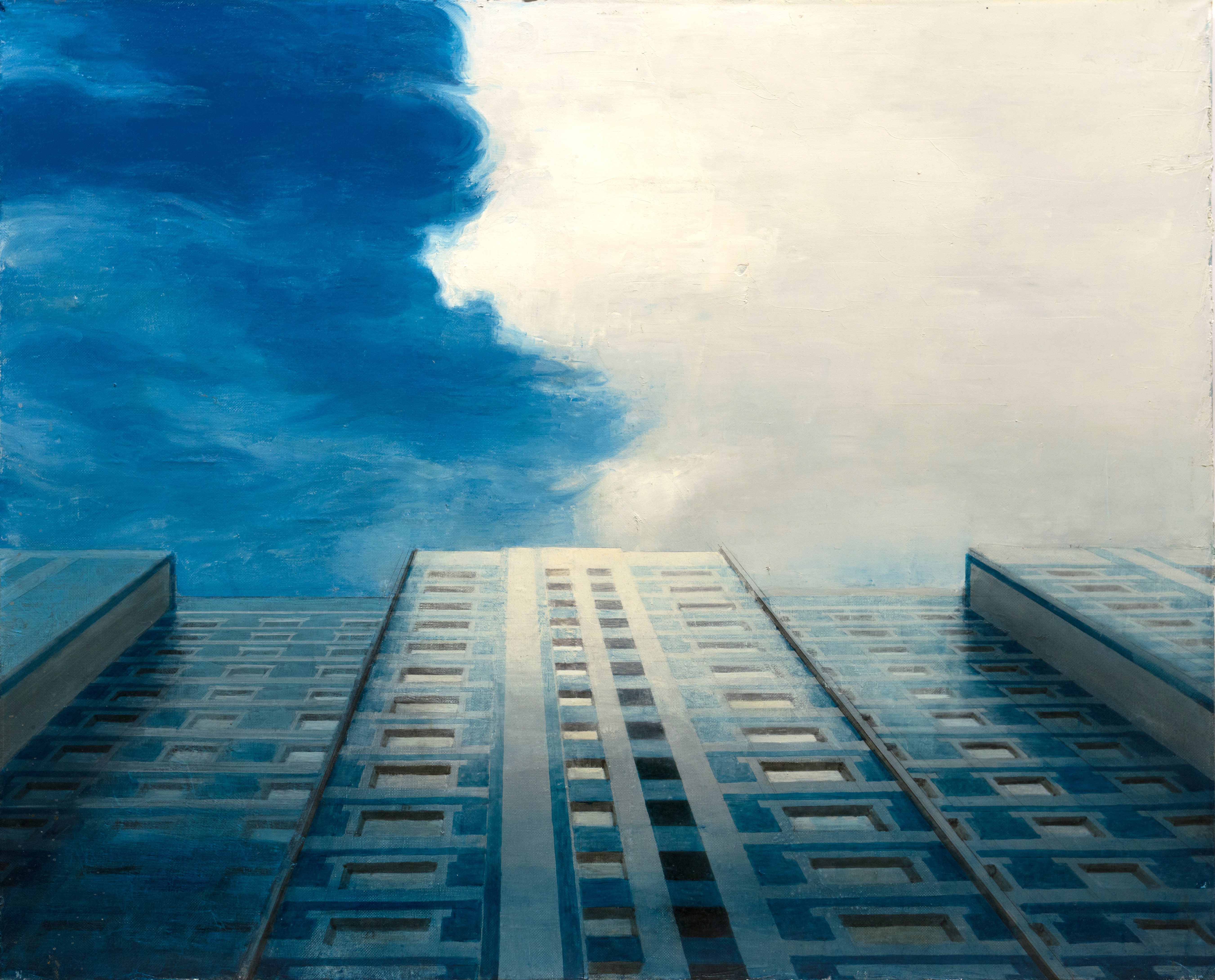
Pavel Otdelnov. P-44. 2014
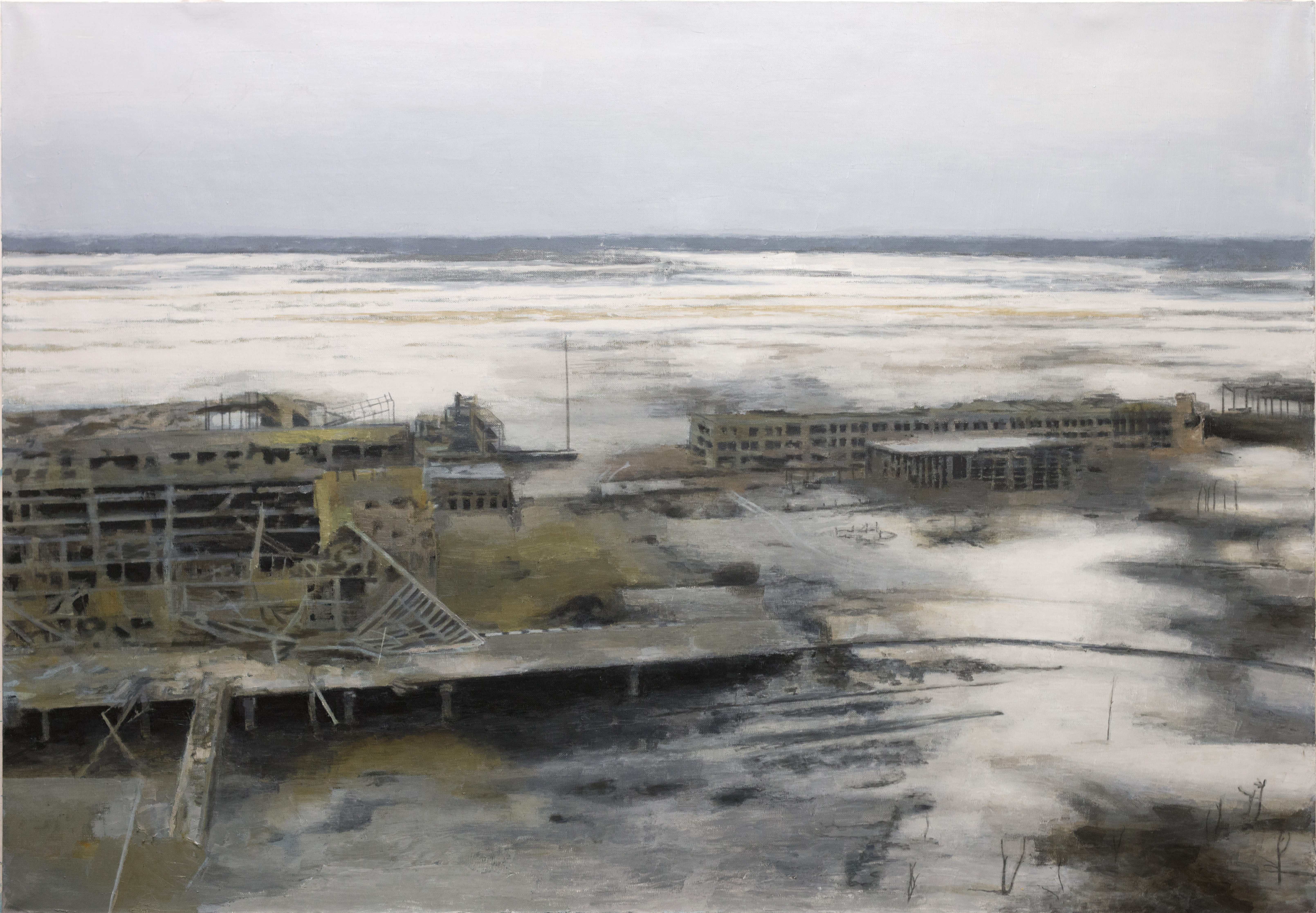
Pavel Otdelnov. "No hay vuelos hoy". 2015
Pavel Otdelnov. Foto compartida. 2017
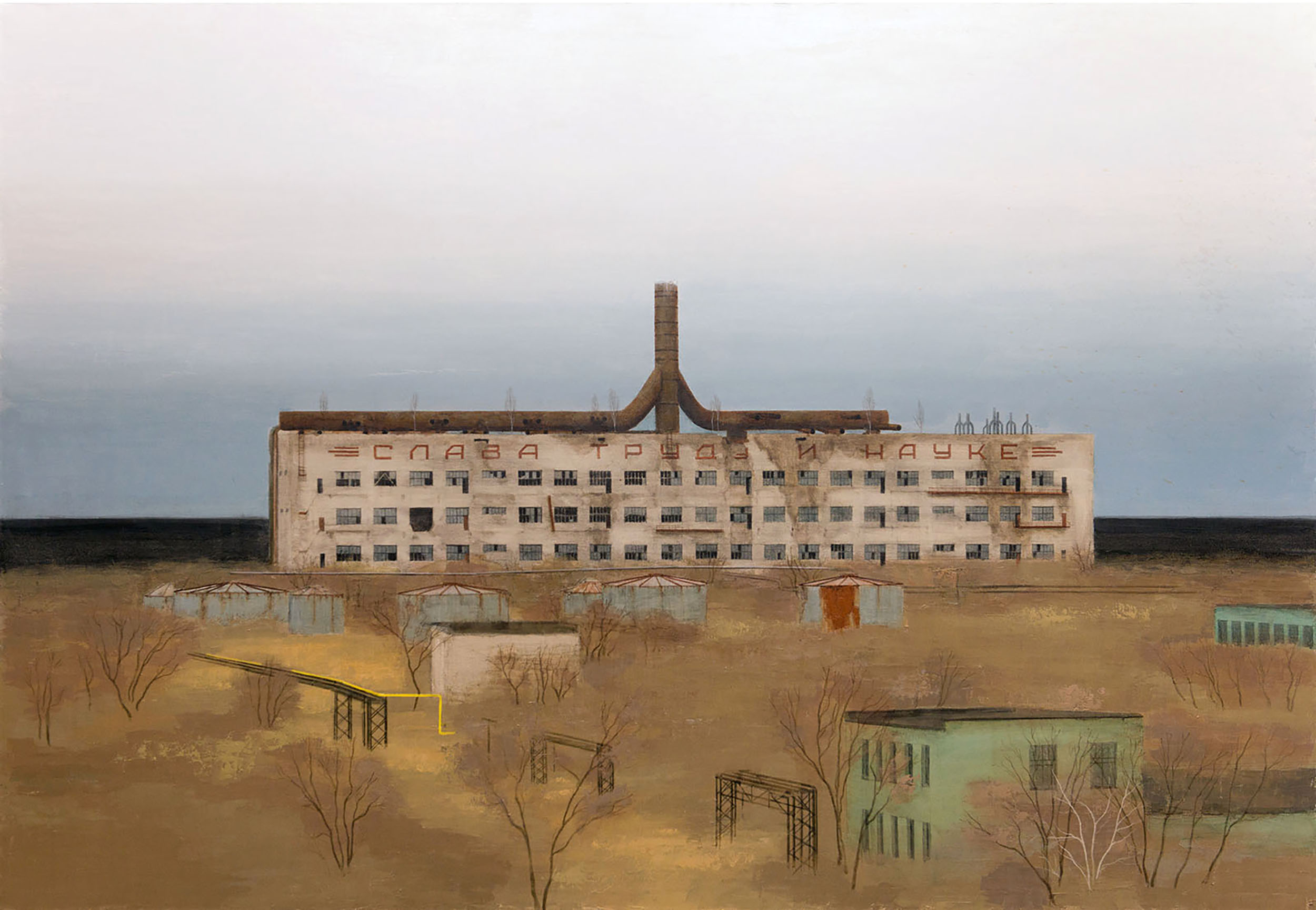
Pavel Otdelnov. Gloria al trabajo. 2016
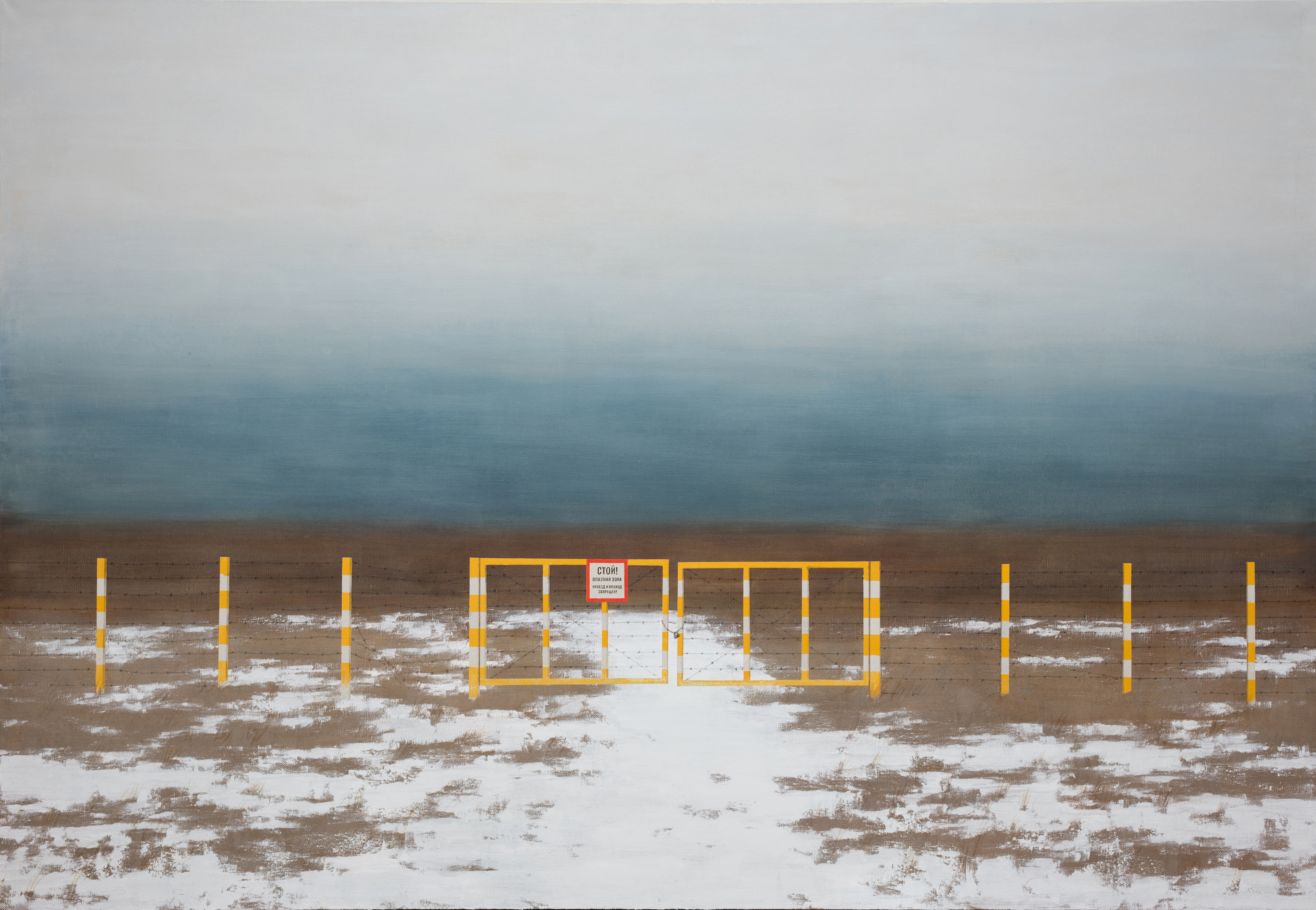
Pavel Otdelnov. Zona de peligro. 2018
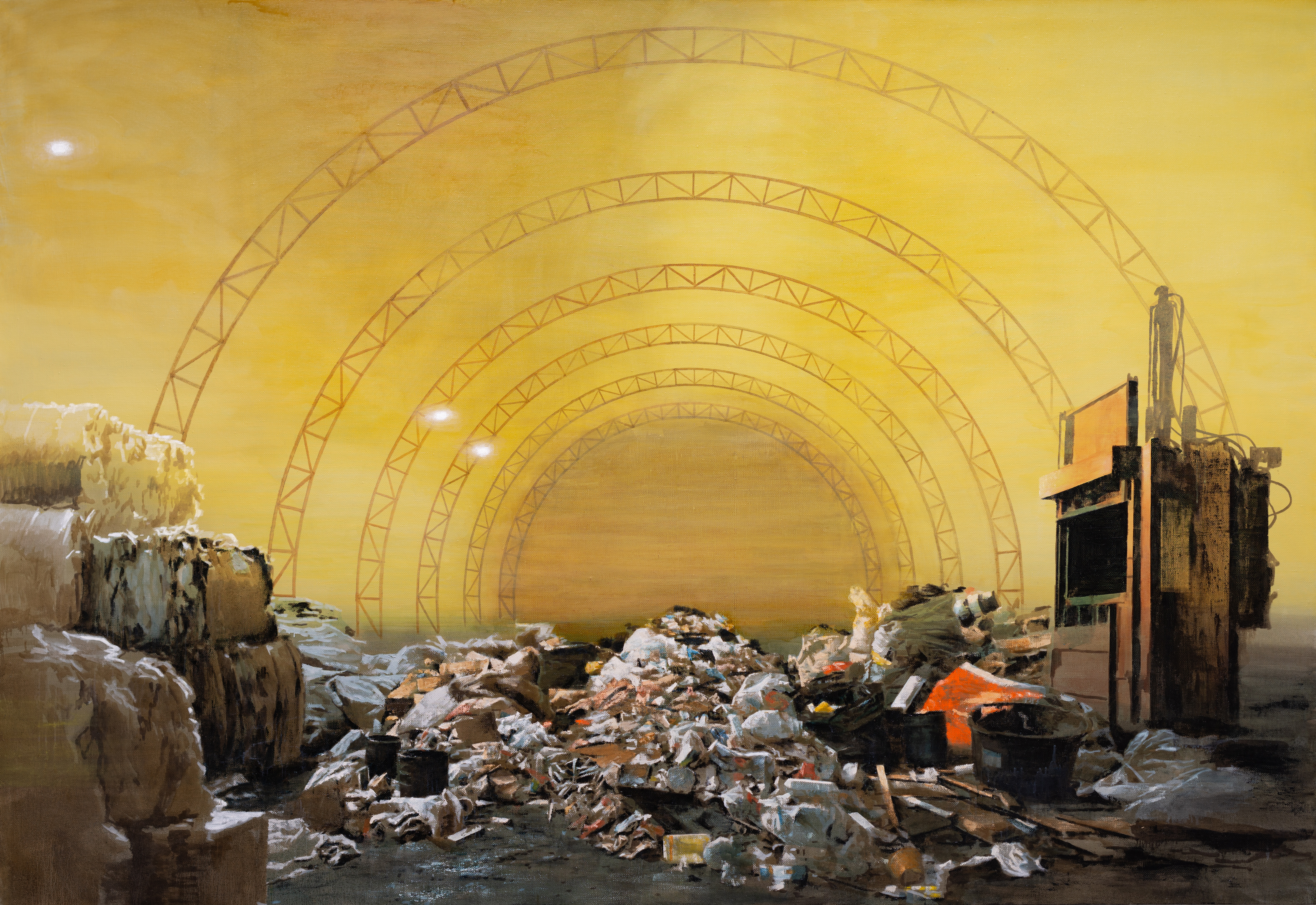
Pavel Otdelnov. Clasificación. 2020
Pavel Otdelnov. Zhuten. 2020
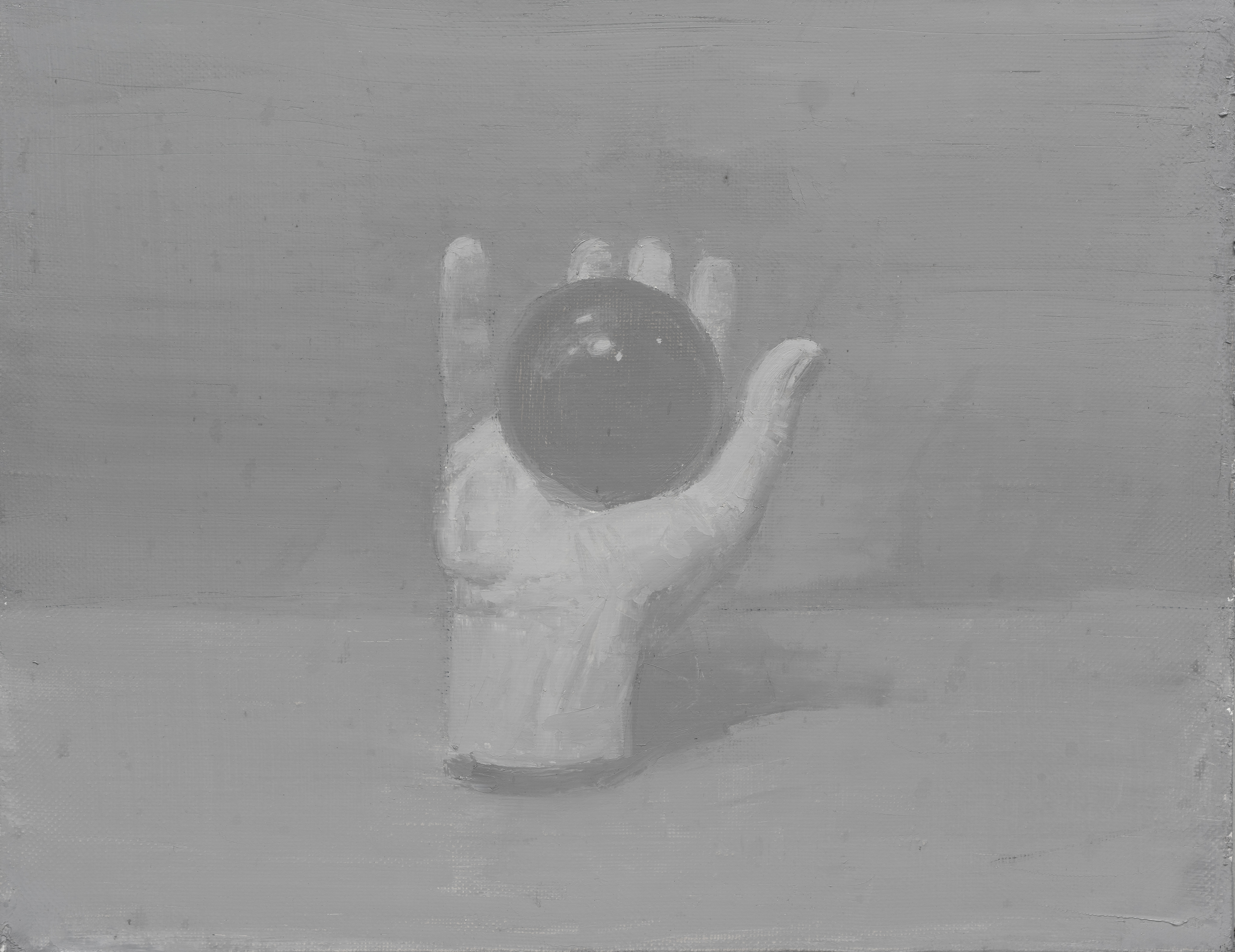
Pavel Otdelnov. Bola. 2021
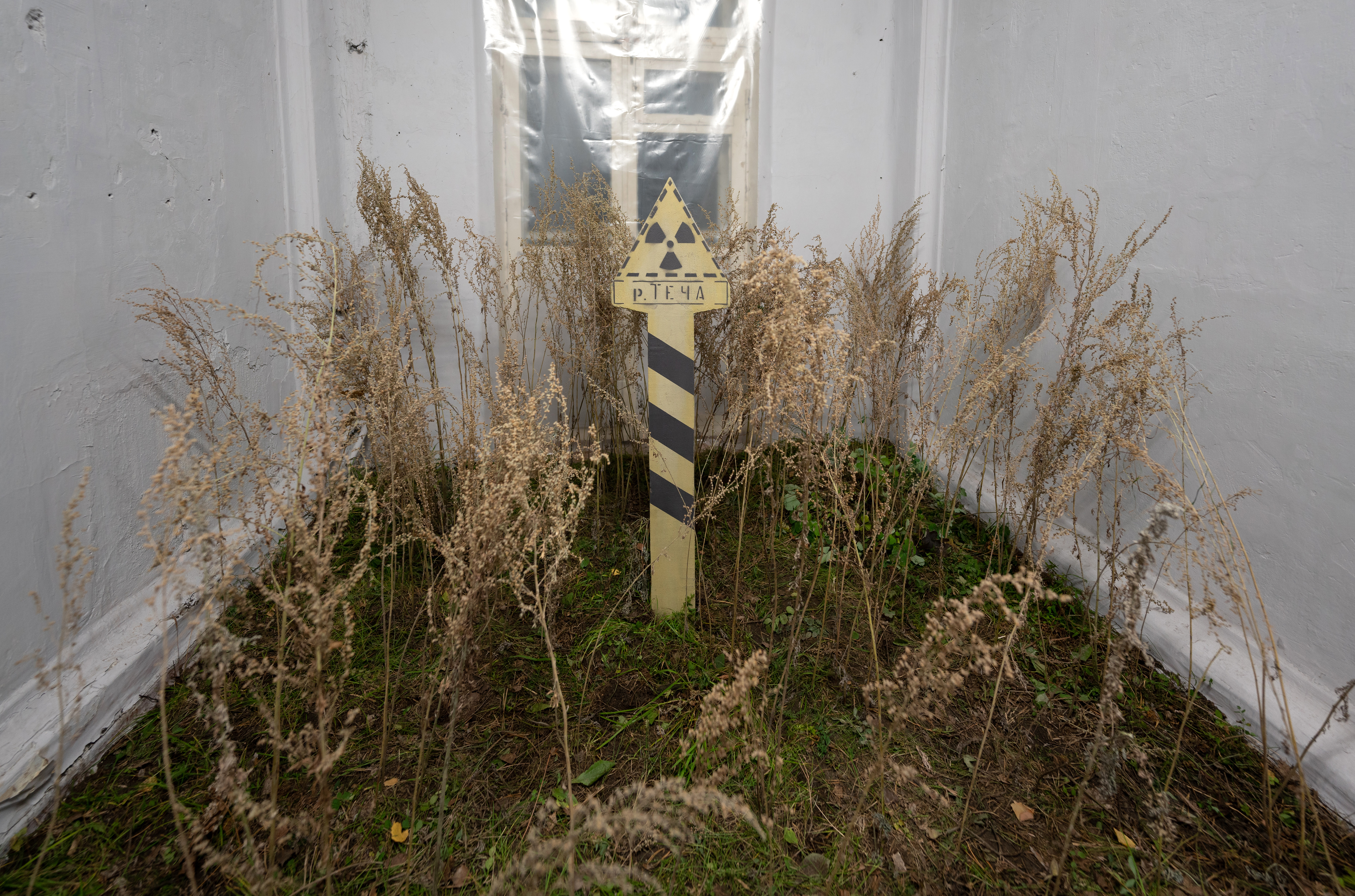
Pavel Otdelnov. Rio Techa. 2021. Instalación
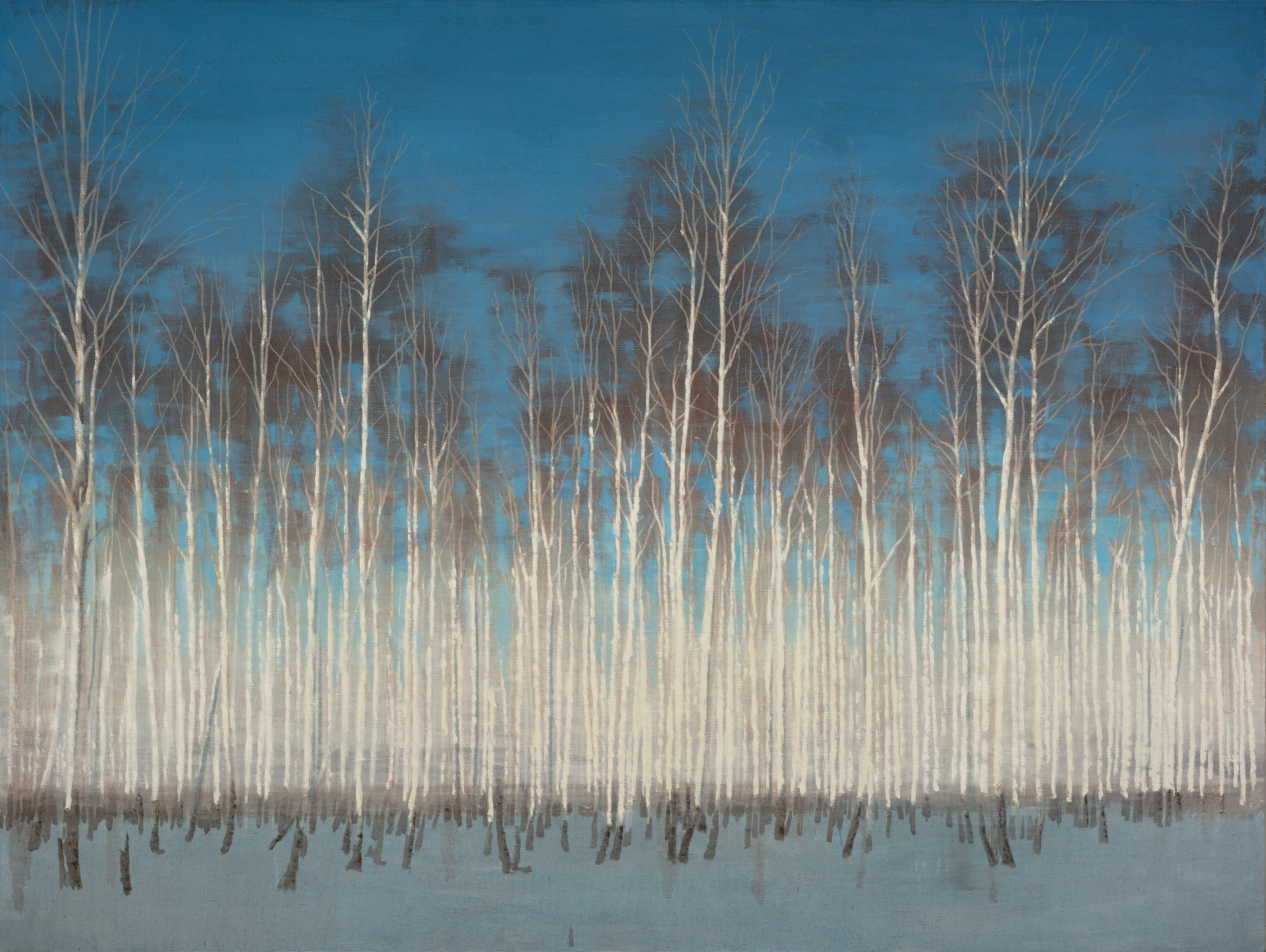
Pavel Otdelnov. Bosque de abedules. 2021
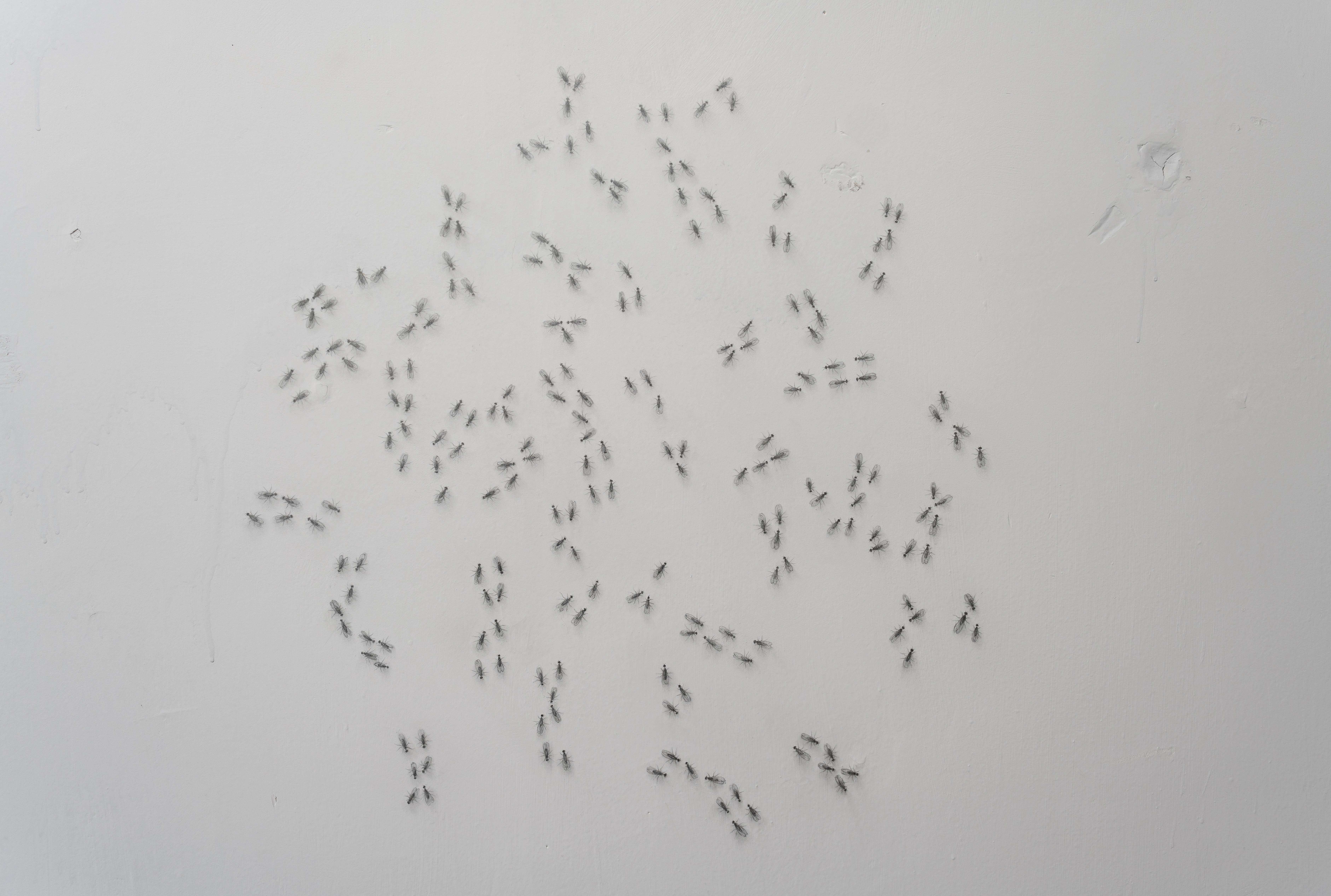
Pavel Otdelnov. Cariotipo. 2021
Pavel Otdelnov. Reasentadores. 2021. Fragmento de instalación
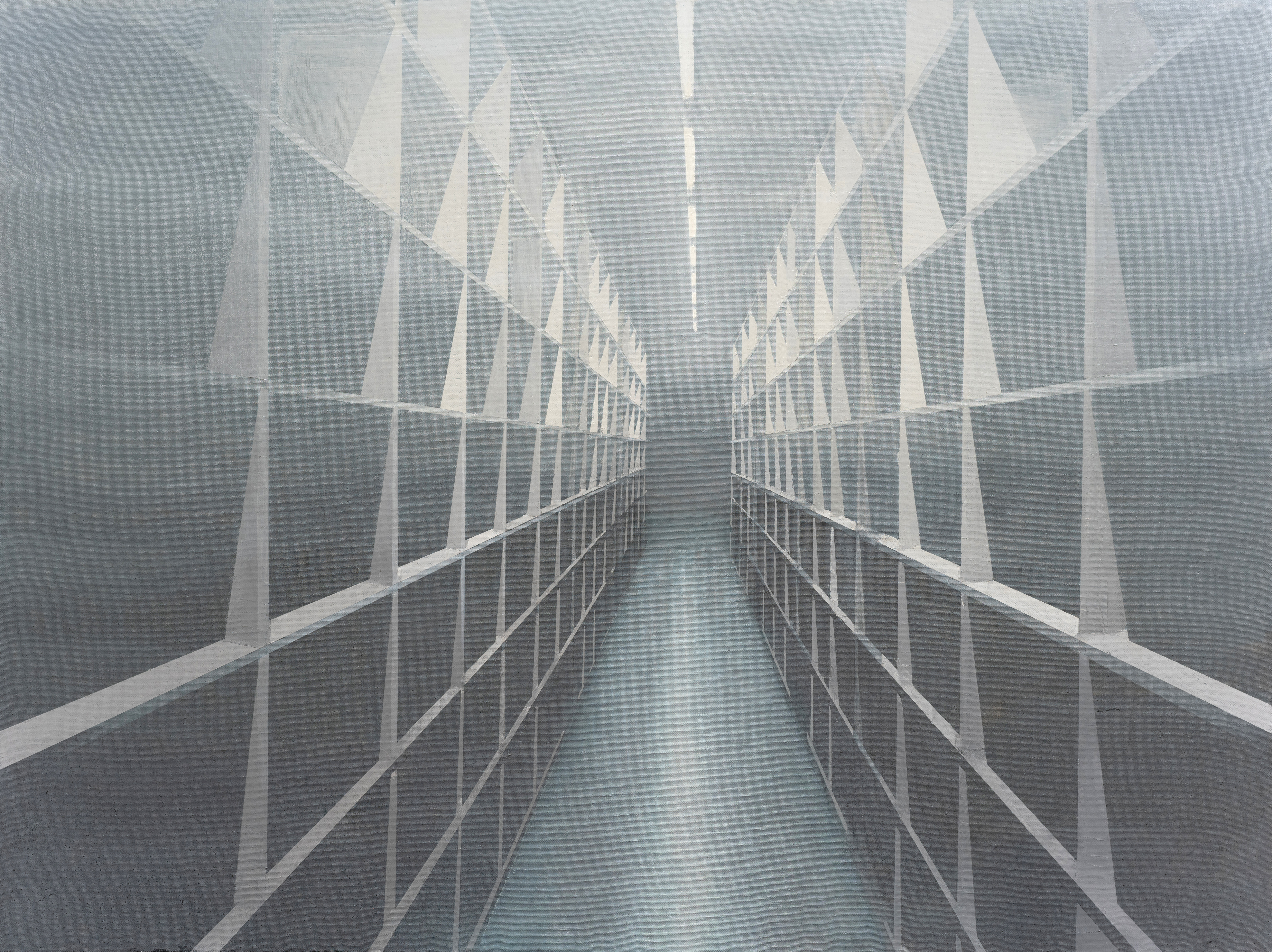
Pavel Otdelnov. Repositorio. 2021